# Ben Cramer
Bernardus (Ben) Cramer (Amsterdam, 17 februari 1947) is een Nederlandse zanger, acteur en musicalacteur. Eigenlijk is zijn achternaam Kramer, maar hij schrijft het met een C omdat dat internationaal praktischer zou zijn.

## Loopbaan

### Muziek
Cramers loopbaan begon als zanger bij The Sparklings. Zijn oudere broer Joop was de manager en grote steun. Doorbraak van The Sparklings bij instuif de Engelbewaarder in Badhoevedorp waarna optredens volgden in vele andere instuiven, zoals Lelijk Eendje Amstelveen, De Saaier enz. enz in Amsterdam. Het eerste optreden deden the Sparklings van 20.00 tot 24.00 uur tegen betaling van de reiskosten van 15 gulden bij instuif de Engelbewaarder in Badhoevedorp waar Cramer later bijna maandelijks optrad. Cramer werkte na de ULO twee jaar als jongste bediende bij een verzekeringsmaatschappij en won samen met zijn begeleidingsgroep The Sparklings in 1964 een talentenjacht in Amsterdam. Twee jaar later maakte hij met The Sparklings zijn televisiedebuut bij het NCRV-programma Twien. Ben Cramer werd ontdekt door zangeres Annie de Reuver en had eind 1967 een hit met zijn eerste single: Zai Zai Zai bereikte de zevende plaats in de Veronica Top 40. In 1970 nam hij zijn versie van Agata op. Hij zou dit succes op de hitparade niet meer evenaren. Ook zijn bekendste hit, De clown uit 1971, bleef steken op de vijftiende plaats.
In 1971 wonnen Cramer en de Cubaanse Omara Portuondo de gedeelde eerste prijs op het Internationale Gouden Orpheus Festival in Bulgarije. Bij deelname aan het Eurovisiesongfestival van 1973 in Luxemburg eindigde Kramer met het door Pierre Kartner geschreven De oude muzikant als veertiende van de zeventien deelnemers.
Er volgden in de jaren zeventig nog enkele bescheiden hitjes, maar na 1980 neemt het succes af en flopten zijn platen. Alleen als jurylid bij het Nationaal Songfestival (1982) trok hij de aandacht door als een van de weinigen voor het lied Fantasy Island te stemmen, wat hem door het publiek in dank werd afgenomen.
In 1992 kreeg hij een Edison voor zijn album Alles wordt anders.
In 2018 was Cramer gastartiest tijdens de concerten van De Toppers in de Johan Cruijff ArenA.

### Musical

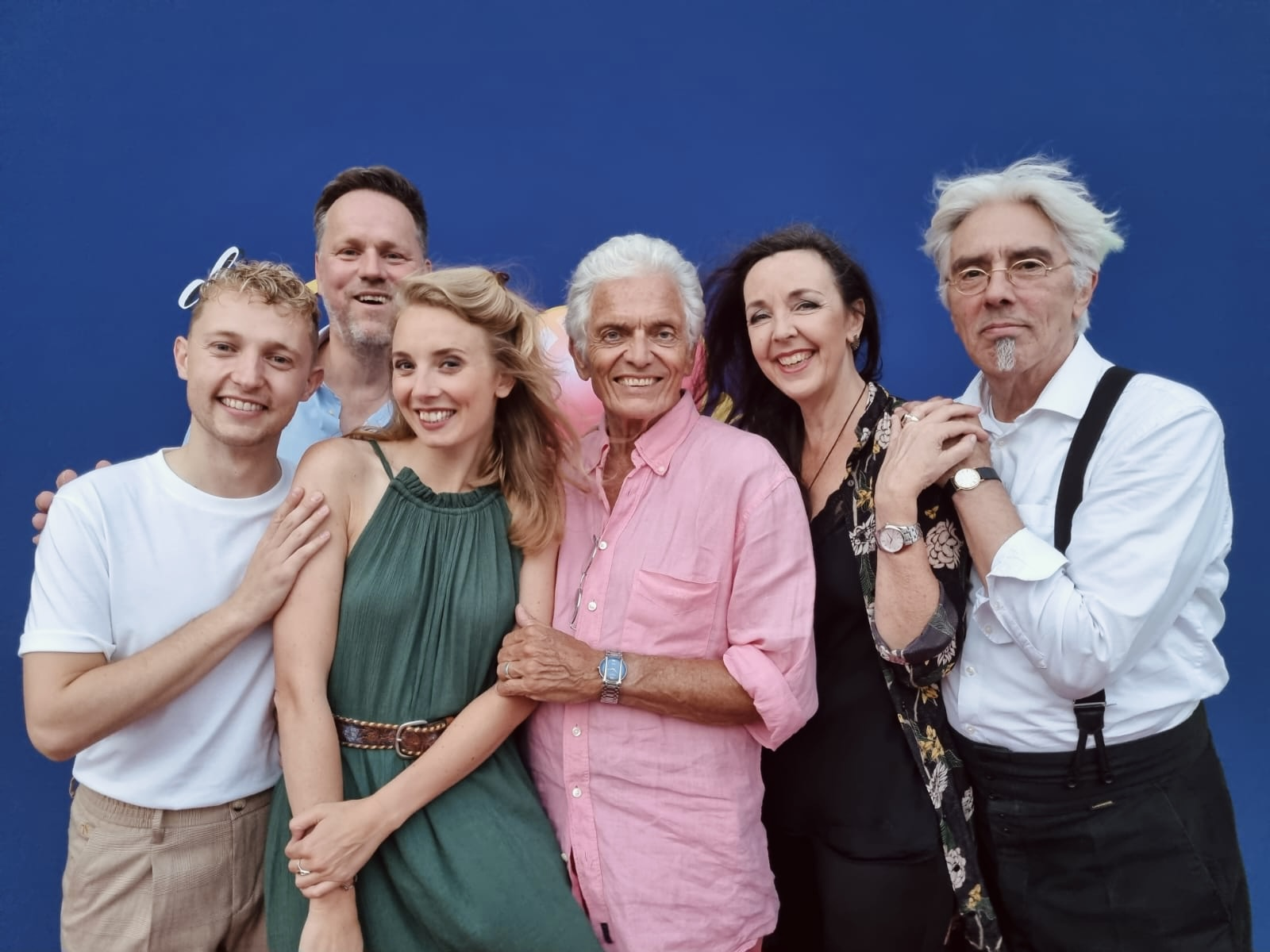
Ben Cramer in 2022 tijdens de première van de musical De Schone van Boskoop

Hij zong voor het eerst in een musical bij het Koninklijk Ballet van Vlaanderen toen hij de rol van Juan Perón vertolkte in de musical Evita van Andrew Lloyd Webber. Vervolgens speelde hij, ook in Vlaanderen, onder meer in de musical Chicago (1991-1992). Vervolgens speelde hij in San Francisco wederom de rol van Juan Perón in Evita. Terug in Nederland speelde hij de titelfiguur in The Phantom of the Opera (1993-1996), Juan Perón in Joop van den Ende musical Evita (1997) en de rol van Zoser in Aida (2001-2003). In 2002 was hij een van de solisten tijdens de musicalshow Musicals in Ahoy' In 2005/2006 speelde hij in de musical Belle en het Beest als Maurice, de vader van Belle en in 2006/2007 vertolkte hij de rol van Molokov in de musical Chess.
In het seizoen 2008-2009 was Cramer te zien als reder Bos in de musicalversie van Op Hoop van Zegen. In 2022 kreeg Cramer de hoofdrol in De Schone van Boskoop, waar hij zichzelf vertolkte.

### Acteren
Cramer speelde gastrollen in de televisieseries Flodder (aflevering 3 "Op eigen benen" als Enrico; 1995), Baantjer (aflevering 8 van seizoen 4, de Cock en de moord op de volkszanger; 1998), Spangen (2001), Costa! (2001), Het Glazen Huis (2004) en Nachtegaal en Zonen (2007).
In de dramaserie Westenwind speelt hij de rol van Ed Doeselaar (1999-2001).
Cramer was als stemacteur te horen in de Disney-film Mary Poppins. Daarin sprak hij de stem in van Bert. In 1995 speelde Cramer in de speelfilm Filmpje! en in 1996 in De zeemeerman. In 2008 had hij een rol als commissaris in de speelfilm Sinterklaas en het Geheim van het Grote Boek. In de telefilm Herman vermoordt mensen uit 2021 speelt hij rijke medebewoner Frits.

### Overig
Ben Cramer nam ook deel aan het televisieprogramma Big Brother VIPS (2000).
In 2011 was Ben Cramer een van de deelnemers tijdens het eerste seizoen van het programma Ali B op volle toeren van de TROS. De formule van het programma is dat een (Nederlandse) rapper gekoppeld wordt aan een bekende Nederlandse artiest, al dan niet van weleer en dat de twee gekoppelde artiesten een nieuwe uitgave -in hun eigen stijl- moeten maken van een hit van de ander. Rapper Fresku was gekoppeld aan Ben Cramer en hij maakte een nieuwe versie van De clown uit 1971 en Cramer maakte een remake van Twijfel, de eerste single van Fresku uit 2009.
In september 2011 verscheen Ben Cramer in een campagnevideoclip van de politieke partij 50PLUS gericht tegen de pensioenplannen van het kabinet-Rutte I. Hij zong daar het nummer Blijf van mijn poen af op de melodie van Kom van dat dak af van Peter en zijn Rockets.
In 2019 was Cramer als panellid te zien in de speciale aflevering van Ranking the Stars dat binnen de oudejaarsaflevering van het programma Paul pakt uit! werd uitgezonden. In 2022 was Cramer een secret singer in het televisieprogramma Secret Duets. In datzelfde jaar deed hij mee aan het televisieprogramma Onmogelijke duetten.

## Discografie

### Singles
| Single met eventuele hitnotering(en) in de Nederlandse Top 40 | Datum van verschijnen | Datum van binnenkomst | Hoogste positie | Aantal weken | Opmerkingen                                                                 |
| ------------------------------------------------------------- | --------------------- | --------------------- | --------------- | ------------ | --------------------------------------------------------------------------- |
| Barst / Weet dat ik je mis                                    | 1966                  | -                     | -               | -            | als The Sparklings, uit de serie Beat from Holland                          |
| Seven jump / Now it's your turn to cry                        | 1967                  | -                     | -               | -            | reclamesingle van The Sparklings voor 7UP                                   |
| Zai zai zai                                                   |                       | 14-10-1967            | tip             |              | met The Sparklings                                                          |
| Zai zai zai                                                   |                       | 4-11-1967             | 7               | 12           | met The Sparklings                                                          |
| M'lady                                                        |                       | 3-2-1968              | tip             |              | met The Sparklings                                                          |
| Dans met mij                                                  |                       | 27-7-1968             | 7               | 14           |                                                                             |
| Dreams never come true                                        |                       | 17-8-1968             | tip             |              | met The Sparklings                                                          |
| Mona Lisa                                                     |                       | 25-1-1969             | 30              | 5            |                                                                             |
| In the night                                                  |                       | 24-5-1969             | tip             |              | met The Sparklings                                                          |
| Joffy, joffy, joffy                                           |                       | 6-12-1969             | 31              | 3            | Alarmschijf                                                                 |
| Julie Julie Julia                                             |                       | 7-3-1970              | tip             |              |                                                                             |
| Agata                                                         |                       | 29-8-1970             | 29              | 4            | [ 2 ]                                                                       |
| Lady of the night                                             |                       | 5-12-1970             | 33              | 4            |                                                                             |
| De clown                                                      |                       | 31-7-1971             | 15              | 7            |                                                                             |
| Vrede                                                         |                       | 18-12-1971            | 16              | 13           |                                                                             |
| Hoort mij aan pessimisten                                     |                       | 13-5-1972             | 25              | 5            |                                                                             |
| Slavin van de nacht                                           |                       | 2-12-1972             | 25              | 5            |                                                                             |
| De oude muzikant                                              |                       | 17-3-1973             | 13              | 9            |                                                                             |
| Veronica vrij                                                 |                       | 14-4-1973             | 14              | 6            | Alarmschijf                                                                 |
| Geen sneeuwvlok                                               |                       | 8-12-1973             | 30              | 4            | [ 6 ]                                                                       |
| Leven                                                         |                       | 3-8-1974              | tip             |              |                                                                             |
| Winter                                                        |                       | 30-11-1974            | 14              | 10           |                                                                             |
| Jij hield niet van mij                                        |                       | 22-2-1975             | tip             |              |                                                                             |
| Barbara                                                       |                       | 7-6-1975              | 32              | 5            |                                                                             |
| Sorrow                                                        |                       | 28-8-1976             | tip             |              |                                                                             |
| Oh luister toch                                               |                       | 9-6-1979              | 36              | 3            |                                                                             |
| Alles is anders                                               |                       | 21-6-1980             | 26              | 4            |                                                                             |
| Winter                                                        |                       | 22-11-1980            | tip             |              | [ 7 ]                                                                       |
| Laat me                                                       |                       | 21-5-1983             | tip             |              |                                                                             |
| Desiree                                                       |                       | 24-9-1984             | tip             |              |                                                                             |
| Een vriend als jij                                            |                       | 14-1-1984             | tip             |              | met Desiree                                                                 |
| Vergeet 't maar                                               |                       | 11-5-1991             | tip             |              |                                                                             |
| Koningslied                                                   | 19-04-2013            | 27-04-2013            | 2               | 4            | als onderdeel van Nationaal Comité Inhuldiging / Nr. 1 in de Single Top 100 |

| Single met hitnotering(en) in de Vlaamse Ultratop 50 | Datum van verschijnen | Datum van binnenkomst | Hoogste positie | Aantal weken | Opmerkingen                                    |
| ---------------------------------------------------- | --------------------- | --------------------- | --------------- | ------------ | ---------------------------------------------- |
| Koningslied                                          | 2013                  | 11-05-2013            | 41              | 1*           | als onderdeel van Nationaal Comité Inhuldiging |

### NPO Radio 2 Top 2000
| Nummer met noteringen in de NPO Radio 2 Top 2000 | '06  | '07  | '08  | '09  |
| ------------------------------------------------ | ---- | ---- | ---- | ---- |
| De clown                                         | 1486 | 1018 | 1846 | 1815 |

1. ↑  Een vetgedrukt getal geeft de hoogste notering aan.
2. ↑  2006 was het eerste jaar met een notering voor dit nummer.
3. ↑  Deze tabel is bijgewerkt tot en met de laatste editie (2024).

## Trivia
- Ben Cramer speelt mee in een commercial waarin door middel van een woordgrap Ben Cramer in beeld wordt genomen in plaats van Sven Kramer.
- Ook speelt Cramer mee in de DWDD Recordings. Hij vertolkt het nummer Without you van Badfinger (later ook uitgebracht door Harry Nilsson).

## Privé
Ben Cramer is getrouwd. Uit zijn eerste huwelijk heeft Cramer drie kinderen en uit zijn tweede huwelijk twee. Dochter Shanna Kramer is als (musical)zangeres in zijn voetsporen getreden, Cramer heeft met haar in 2009 een cd opgenomen.